# Доменное имя
Доме́нное имя — символьное имя, служащее для идентификации областей, которые являются единицами административной автономии в сети Интернет, в составе вышестоящей по иерархии такой области. Каждая из таких областей называется доме́ном. Совокупность доменов разных уровней составляет полное доменное имя — уникальный адрес того или иного веб-сайта. Общее пространство имён Интернета функционирует благодаря DNS — системе доменных имён. Доменные имена дают возможность адресации интернет-узлов и расположенным на них сетевым ресурсам (веб-сайтам, серверам электронной почты, другим службам) быть представленными в удобной для человека форме.

## История
Система доменных имён существует с 1984 года. C 1990 года, когда началось коммерческое использование сети Интернет, до 1997 года общее количество компьютеров, использующих Интернет, превысило 10 миллионов. К 1997 году было зарегистрировано около 1 миллиона доменных имён.
Необходимость выполнять функции распределения и учета сетевых имён и адресов возникла еще на заре Интернета. Впервые с ней столкнулся Джон Постел — аспирант, которого в конце 1960-х годов привлекли к работе над сетью ARPANET, прототипом интернета. В 1983 году при его участии была разработана иерархическая система доменных имен DNS. В 1988 году для распределения адресов была создана некоммерческая «Администрация адресного пространства Интернет» (IANA), которую возглавил Постел. Техническое управление распределением адресов осуществлялось на базе Университета Южной Калифорнии, а заказчиком, как и в случае с APRANET, было министерство обороны США. С 1991 года эту функцию стала исполнять компания Network Solution Inc (NSI), которая в 1995 году получила разрешение взимать плату за регистрацию доменных имен.
В январе 1998 года Джон Постел по собственной инициативе совместно с операторами изменил адрес источника корневой зоны DNS (a.root-servers.net) с сервера в NSI на сервер внутри IANA, чтобы разделить контроль над корневой зоной между неправительственными организациями внутри IANA и четырьмя корневыми серверами DNS, оставшимися в ведении правительств. После этого власти США потребовали от Постела отменить это действие, угрожая «навсегда запретить ему работать с интернетом», и он подчинился. Функционирование DNS не было нарушено в ходе этого эксперимента.
Через неделю после этого Национальное управление по связи и информации Министерства торговли США опубликовало «Предложение для улучшения технического менеджмента интернет-адресов», в котором говорилось о том, что для контроля над корневой зоной DNS следует учредить специальную некоммерческую неправительственную организацию. Постел принял активное участие в создании этой организации (ICANN) и должен был стать её первым техническим директором, но умер в октябре 1998 года.
Корпорация ICANN начала использовать распределённую систему регистрации доменов, которая основана на принципе свободного доступа аккредитованных регистраторов к реестрам доменных имен. Этот шаг положил начало формированию конкурентного доменного рынка. Сегодня в доменных зонах общего пользования работает более 900 аккредитованных регистраторов, благодаря чему количество зарегистрированных доменов значительно возросло и уже превышает 350 миллионов
В 1998 году в мире существовало всего четыре доменных зоны: .com, .net, .org, .ru. В 2009 году в сети Интернет было 248 национальных доменных зон и 20 доменных зон общего пользования.
К концу 2015 года общее количество доменных имён в сети Интернет превысило 299 млн. Из них 137,8 млн доменных имён находились в национальных доменных зонах, 5 163 428 из которых находились в доменной зоне .ru и 135,2 млн имён находились в доменных зонах .com и .net.
К концу 2021 года во всех доменных зонах было 364,6 млн доменных имён, при этом в доменных зонах .com и .net было зарегистрировано 172,1 миллиона доменных имён, из них: зона .com насчитывала 158,6 млн доменных имен, зона .net — 13,5 млн доменных имен. Общее количество регистраций доменных имён с кодом страны составило 152,9 млн на конец третьего квартала 2021 года.

## Структура полного доменного имени

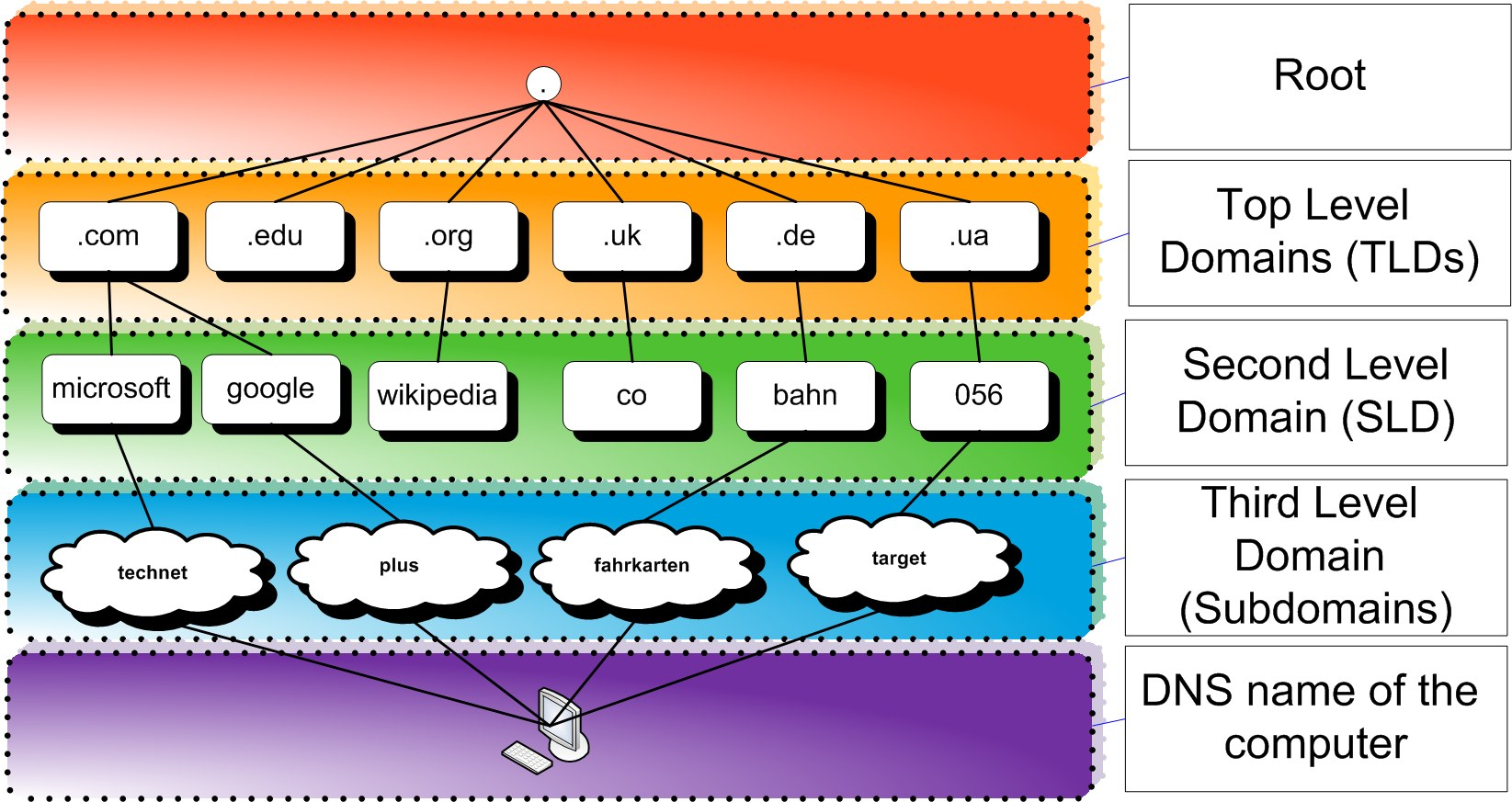
Структура DNS

Полное доменное имя состоит из непосредственного имени домена и далее имён всех доменов, в которые он входит, разделённых точками. Например, полное имя ru.wikipedia.org. обозначает домен третьего уровня ru, который входит в домен второго уровня wikipedia, который входит в домен верхнего уровня org, который входит в безымянный корневой домен . (точка). В обыденной речи под доменным именем нередко понимают именно полное доменное имя.
FQDN (сокр. от англ. fully qualified domain name — «полностью определённое имя домена», иногда сокращается до «полное доменное имя» или «полное имя домена») — имя домена, не имеющее неоднозначностей в определении. Включает в себя имена всех родительских доменов иерархии DNS.
В DNS и, что особенно существенно, в файлах зоны, FQDN завершаются точкой (например, example.com.), то есть включают корневое доменное имя ., которое является безымянным.
Различие между FQDN и доменным именем появляется при именовании доменов второго, третьего (и так далее) уровней. Для получения FQDN требуется обязательно указать в имени домены более высокого уровня. Например, «sample» является доменным именем, однако его полное доменное имя (FQDN) выглядит как доменное имя пятого уровня — sample.gtw-02.office4.example.com., где:
- sample — пятый уровень;
- gtw-02 — четвёртый уровень;
- office4 — третий уровень;
- example — второй уровень;
- com — первый (верхний) уровень;
- .(точка) — нулевой (корневой) уровень.

В DNS-записях доменов (для перенаправления, почтовых серверов и так далее) всегда используются FQDN. Обычно в практике сложилось написание полного доменного имени за исключением постановки последней точки перед корневым доменом, например, sample.gtw-02.office4.example.com.

## Доменная зона
Доме́нная зона — совокупность доменных имён определённого уровня, входящих в конкретный домен. Например, зона wikipedia.org включает все доменные имена третьего уровня в этом домене. Термин «доменная зона» в основном применяется в технической сфере, при настройке DNS-серверов (поддержание зоны, делегирование зоны, трансфер зоны).

## Статистика
Согласно аналитическому обзору 2025 года, опубликованному на портале «Хабр», общее число доменных имён первого уровня (TLD) достигло 364,3 млн, увеличившись на 40,2 % за последние 10 лет. Домены .com и .net остаются лидерами, но их доля постепенно снижается за счёт роста национальных доменов (ccTLD) и новых общих доменов (new gTLD). Особенно быстро растут зоны .shop, .online, .ai, .app и тематические ccTLD, такие как .me, .io и .tv. В белорусских зонах .BY и .БЕЛ наблюдается спад с 2022 года, но в 2024 году появился потенциал для восстановления.

## Технический аспект
Для преобразования доменного имени в IP-адрес и наоборот служит система DNS.
Эта система состоит из иерархической структуры DNS-серверов, каждый из которых является держателем одной или нескольких доменных зон и отвечает на запросы, касающиеся этих зон, а также DNS-резо́лверов, которые отвечают на запросы, касающиеся любых зон. Функции держателя зоны и резолвера часто совмещаются в одной программе; например, таковой является популярный DNS-сервер BIND (Berkeley Internet Name Domain).
Для обеспечения уникальности и защиты прав владельцев доменные имена 1-го и 2-го (в отдельных случаях и 3-го) уровней можно использовать только после их регистрации, которая производится уполномоченными на то регистраторами. Сведения о владельце (администраторе) того или иного регистрируемого домена в большинстве случаев полностью или частично скрыты. Доступные сведения можно узнать, воспользовавшись службой whois. Объём и содержание общедоступной информации устанавливается соответствующим реестром доменной зоны.

## Доменный бизнес
С развитием интернета особую ценность приобрели «красивые» адреса сайтов, иначе говоря домены. Общее число зарегистрированных доменов превышает 250 миллионов, и подобрать свободное, красивое и короткое доменное имя стало очень трудно. Образовался рынок перепродажи доменных имён. Сюда входят компании, которые регистрируют домены, покупают и продают домены на вторичном рынке, занимаются размещением рекламы на зарегистрированных доменах, хостинговые сервисы, юридические и правовые организации и т. п. Около 30 % доменов не содержат никакой информации и существуют только для продажи рекламных ссылок.
В развитии доменного бизнеса значительную роль сыграл президент и соучредитель первой доменной конференции T.R.A.F.F.I.C. Рик Шварц (Rick Schwartz). Первое доменное имя LipService.com он приобрёл в декабре 1995 года всего за $100. В следующем году он зарегистрировал доменное имя eBet.com в 1996 году тоже за $100, а через 20 лет продал его компании Network Solutions за $1,35 млн. В 1997 году он приобрел доменное имя porno.com за $42 000, после чего заработал более $10 млн на рекламе и редиректах, а в 2015 году продал его за $8 888 888.
Предполагается, что тысячи компаний хотели бы иметь свой официальный сайт на домене business.com. Вот почему этот домен был продан в 2007 году за 360 миллионов долларов США. На сегодняшний день коммерческую ценность имеют любые домены в gTLD и в некоторых ccTLD зонах (.ru в том числе), созвучные с распространенными английскими существительными в единственном числе, и домены, состоящие не более, чем из трех букв или цифр. В зоне .com, после того как закончились в свободной регистрации домены из трёх букв, ценность имеют также любые четырёхбуквенники.
С 12 января 2012 года ICANN открывает прием заявок в рамках программы New gTLD по созданию именных доменов первого уровня вида .BRAND, .КОМПАНИЯ, .ГОРОД. По мнению экспертов, именной домен поможет вывести бизнес или бренд на новый уровень.

#### Брошенные домены (дроп-домены)
Дроп-доменами чаще всего называют доменные адреса, у которых закончился срок регистрации и теперь он является свободным. Причинами этому могут служить как нежелание владельца домена больше поддерживать свой проект, так и банальная забывчивость. Последней активно пользуются в корыстных целях киберсквоттеры, регистрирующие на себя дропнутые домены, а потом предлагая их выкупить по спекулятивной цене.

## Юридический аспект
В ранние времена система доменных имён являлась всего лишь более удобной, легче запоминаемой формой адресации. С развитием системы WWW и вложением значительных средств в сетевой бизнес доменные имена приобрели существенную ценность. Как любое имущество, они стали нуждаться в правовом регулировании.
В настоящее время термин «доменное имя» хорошо известен и понятен. В соответствии с п. п. 5 п. 2. ст. 1484 ГК РФ доменное имя является способом адресации в сети «Интернет». Согласно п. 15 ст. 2 ФЗ № 149-ФЗ «Об информации, информационных технологиях и о защите информации» доменное имя — обозначение символами, предназначенное для адресации сайтов в сети «Интернет» в целях обеспечения доступа к информации, размещенной в сети «Интернет». Доменное имя может быть объектом сделок и входить в состав нематериальных активов предприятия.
Регистрация домена осуществляется после заключения соответствующего договора. Чаще всего это осуществляется в электронном виде. В нём обязательно указывается сервер, где будет располагаться домен, программное обеспечение. Урегулирование спорных вопросов, касающихся ответственности каждой из сторон, осуществляется в рамках российского законодательства.
В соответствии с Правилами регистрации доменных имен в доменах. RU и. РФ, утвержденными решением Координационного центра национального домена сети Интернет 05.10.2011 № 2011-18/81, введено понятие «администратор домена» (пользователь, на имя которого зарегистрировано доменное имя) как лицо, заключившее договор о регистрации доменного имени, осуществляет администрирование домена, то есть определяет порядок использования домена.
Во многих странах состоялось немало судебных процессов, где доменное имя являлось предметом спора. Для некоторых доменных зон доменные споры могут разрешаться не только в судебном порядке, но и по процедуре UDRP, напоминающей третейский суд.
Ряд специалистов спорят о том, является ли доменное имя новым средством индивидуализации. В частности, в России доменное имя законодательно не отнесено к средствам индивидуализации. В соответствии с пп. 5 п. 2 ст. 1484 ГК РФ использование товарного знака в доменном имени считается входящим в сферу исключительного права на товарный знак, а согласно пп.4 п.2 ст. 1519 ГК РФ размещение наименования места происхождения товара в сети «Интернет», в том числе в доменном имени и при других способах адресации, входит в сферу регулирования исключительного права на наименование места происхождения товара. Однако, ряд российских правоведов до принятия четвёртой части ГК РФ рассматривали доменное имя в качестве самостоятельного средства индивидуализации. М. С. Азаров считает, что и сейчас «доменное имя является средством индивидуализации, не предусмотренным ГК РФ, но законодательно допустимым». Существуют и противоположные точки зрения о невозможности отнесения доменных имён к средствам индивидуализации, поскольку в своей массе доменные имена не обладают различительной способностью.
Европейский суд по правам человека в своём решении указал на то, что владелец доменного имени вправе самостоятельно определять способы его использования (разместить рекламу, сайт об услугах и/или товарах, сделать доступ платным или бесплатным, может сдать доменное имя в аренду, продать его и т. д.). Поэтому исключительное право на использование доменного имени имеет экономическую ценность, а соответственно, является правом собственности в смысле статьи 1 Протокола № 1 к Конвенции о защите прав человека и основных свобод.

## Виды доменных имён

### Тематические домены (gTLD)
Общие домены верхнего уровня (gTLD) управляются организацией ICANN.

### Интернационализованные домены (IDN)
Доменные имена, которые содержат символы национальных алфавитов. IDN верхнего уровня управляются и находятся под контролем ICANN.

### Национальные домены (ccTLD)
Национальные домены верхнего уровня (ccTLD) делегированы соответствующим национальным регистраторам, которые устанавливают правила регистрации в них либо сами, либо согласно указаниям правительства. Управляющей организацией является IANA.

### Зарезервированные доменные имена
Документ RFC 2606 (Reserved Top Level DNS Names — Зарезервированные имена доменов верхнего уровня) определяет названия доменов, которые следует использовать в качестве примеров (например, в документации), а также для тестирования. Кроме example.com, example.org и example.net, в эту группу также входят .test, .invalid и др.

### Длинные доменные имена
Размер доменного имени ограничивается по административным и техническим причинам. Обычно разрешается регистрация доменов длиной до 63 символов. В некоторых зонах можно регистрировать домены длиной до 127 знаков. В настоящее время[когда?]

 в Книге рекордов Гиннесса «самые длинные» доменные имена не регистрируются, так как для их оформления не требуется никаких особенных усилий.
Длинные доменные имена используются для рекламы и привлечения внимания, например:
- llanfairpwllgwyngyllgogerychwyrndrobwyll-llantysiliogogogoch.info — название деревни Лланвайр-Пуллгвингилл в Уэльсе на острове Англси, означающее «Церковь Святой Марии в ложбине, заросшей белым орешником, около быстрого водоворота, неподалёку от церкви Святого Тисилио и красной пещеры». До XIX века деревня была известна как Llanfair Pwllgwyngyll (церковь Святой Марии в ложбине, заросшей белым орешником). С появлением железных дорог жители озаботились привлечением туристов и в 1880-х название деревни выросло до нынешних размеров. В 2005 году данное имя было занесено в Книгу рекордов Гиннесса, как самое длинное доменное имя, состоящее из одного слова[26].
- zzzzzzzzzzzzzzzzzzzzzzzzzzzzzzzzzzzzzzzzzzzzzzzzzzzzzzzzzzzzzzz.ru — «самый последний домен Рунета»[27].
- thelongestdomainnameintheworldandthensomeandthensomemoreandmore.com — «самое длинное доменное имя в мире и что-то, и что-то ещё и ещё». Имя, по которому направлялся запрос в компанию Гиннесс[28][29].